# Rondvatnet
Rondvatnet es un estrecho lago del condado de Innlandet de Noruega, que se encuentra dentro del Parque nacional Rondane. En su parte sur se encuentra la cabaña Rondvassbu, de la Asociación Noruega de Turismo de Montaña. Rondvatnet separa la parte este de Rondane de la parte oeste, Smiubelgen.
Durante la temporada de verano hay un servicio de botes en el lago, que transportan a los excursionistas entre el lado norte y sur.